# Oro Valley
Oro Valley is een plaats (town) in de Amerikaanse staat Arizona, en valt bestuurlijk gezien onder Pima County.

## Demografie
Bij de volkstelling in 2000 werd het aantal inwoners vastgesteld op 29.700.
In 2006 is het aantal inwoners door het United States Census Bureau geschat op 39.308, een stijging van 9608 (32.4%).

## Geografie
Volgens het United States Census Bureau beslaat de plaats een oppervlakte van
82,7 km², waarvan 82,4 km² land en 0,3 km² water. Oro Valley ligt op ongeveer 775 m boven zeeniveau.

## Plaatsen in de nabije omgeving
De onderstaande figuur toont nabijgelegen plaatsen in een straal van 24 km rond Oro Valley.